# ドサ回り
ドサ回り（ドサまわり）とは、芸能人などが地方を巡業すること。「地方巡業」や、近年では「営業」と呼ばれる行為もほぼ同義である。表舞台で華々しく活躍する一線級の芸能人ではなく、二線級以下の人々の活動を示すことが多い。転じて、左遷や転勤などで地方の営業所や子会社に赴任する勤め人をも指す言葉となった。芸能用語としては蔑視的な使用に重なり、近年は直接的には使わないが状況的には生きた言葉である。

## 概要
売れない芸人や歌手が行う地方での営業活動。生活の糧を得ると共に、知名度を着実に上げる下積み活動の意味を持つ。ドサ回りを行う者は、無名はもちろんのこと、一世を風靡し没落した者まで多種多様。ドサ回りの結果、表舞台へ駆け上がったり、復帰する例は枚挙にいとまがない。このためドサ回りの人間模様は、小説や舞台の題材となることも多い。今では芸能でなく性風俗の枠で捉えられがちなストリップも、香盤の用語が示す通り芸能の一種であり、地方巡業も同様の形態を持ったことが小沢昭一の「日本の放浪芸」に記録されている。

## 語源
ドサとは佐渡を逆から読んだ言葉で、一度巡業に出るとなかなか戻れなかったことから、流刑地であった佐渡ヶ島になぞらえて使用された隠語である。これ以外にも、粗末な小屋に振り込む土砂降りの雨のことという説、土の上に座って演じることが語源とするなどの異説もある。地方を巡る活動であるため、地方を拠点として活動を行う者は対象とならない。

## 現場
1970年代までは、地方に演芸場や寄席、劇場、ショーを売り物にするキャバレーなどが多数存在した。農村・漁村の生活向上によって農協主催のイベントで披露されることもあったが、1980年代以降は縮小傾向となり、ドサ回りの場も減少しつつある。温泉場や健康センター・健康ランド、ショッピングセンターのステージなどが、ある程度の代替機能を果たしているも、劣勢を盛り返す程ではない。
また地方巡業自体が、まだ盛んであった時にはやむなく楽屋で泊まることがしばしばあった。
少々様相が異なるが、芸能界で営業と呼ばれる行為（一度の行程に複数の現場を行くか否かが厳密には異なる）は、地方においてのコンテンツ不足で、今でも十分に有効な手段である。